# Kálna (Szlovákia)

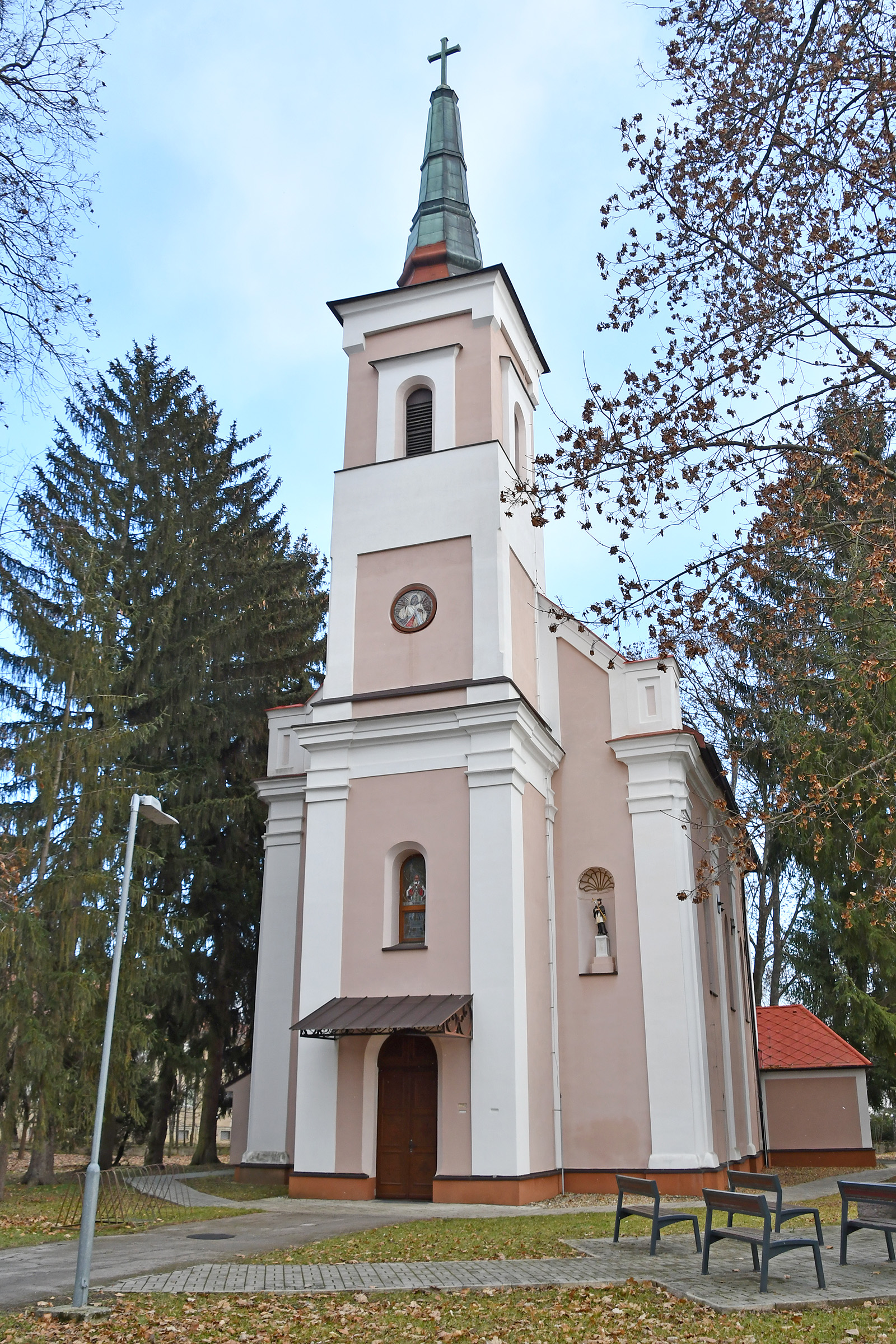
A nagykálnai római katolikus templom

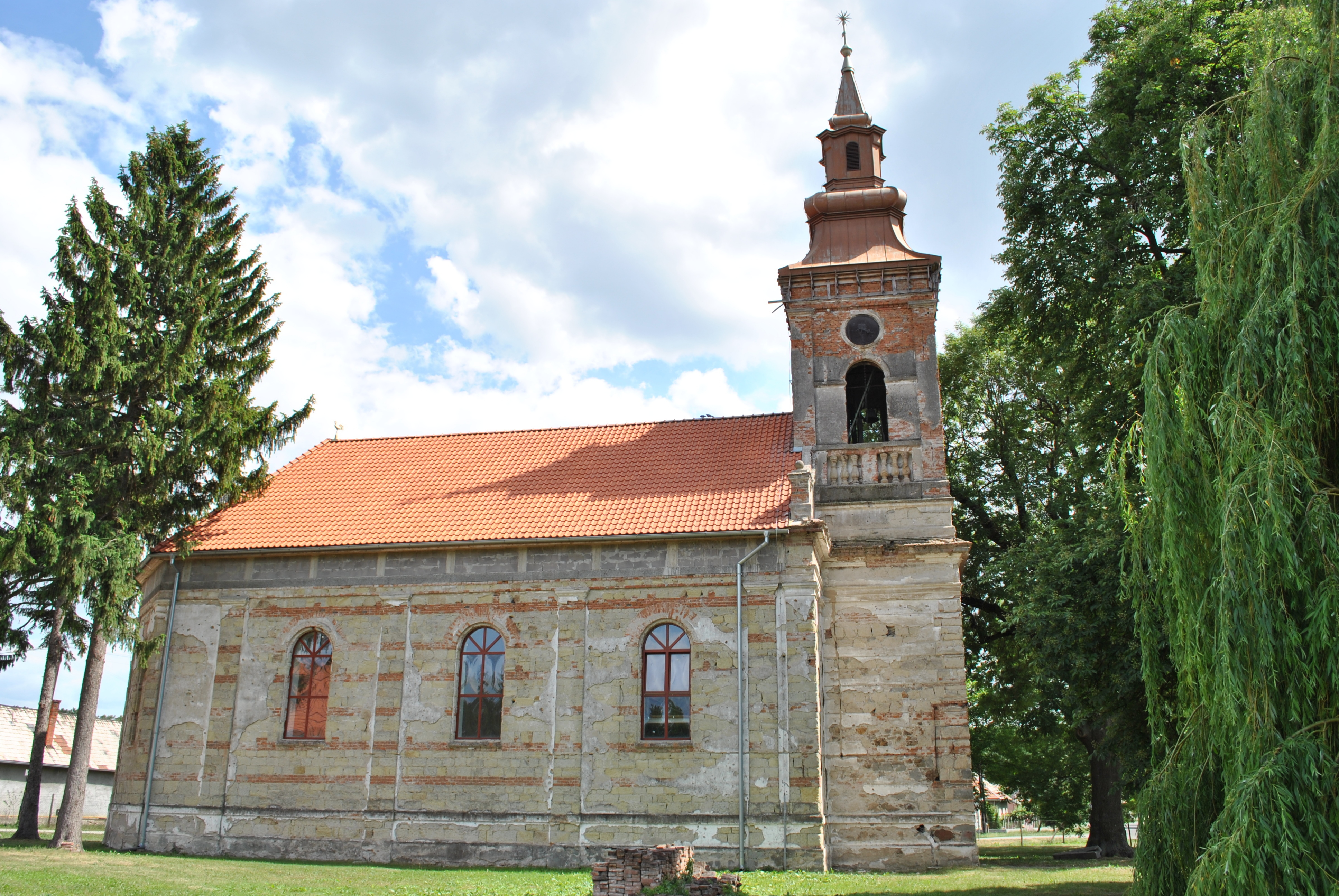
A nagykálnai református templom

Kálna (más néven Garamkálna, szlovákul Kalná nad Hronom) község Szlovákiában, a Nyitrai kerület Lévai járásában. Kis- és Nagykálna egyesítésével jött létre.

## Fekvése
Lévától 8 km-re nyugatra, a Garam jobb partján, 160 m magasan fekszik.
Kálna 34,13 km²-es területe három kataszteri területből áll:
- Nagykálna (Kalná) - 12,287 km²
- Kiskálna (Kálnica) - 4,77 km²
- Mohi (Mochovce) - 17,077 km²

A korábban önálló község, Mohi kataszteri területe közvetlenül nem határos Kálnával, attól Újbars területe választja el.

## Élővilága

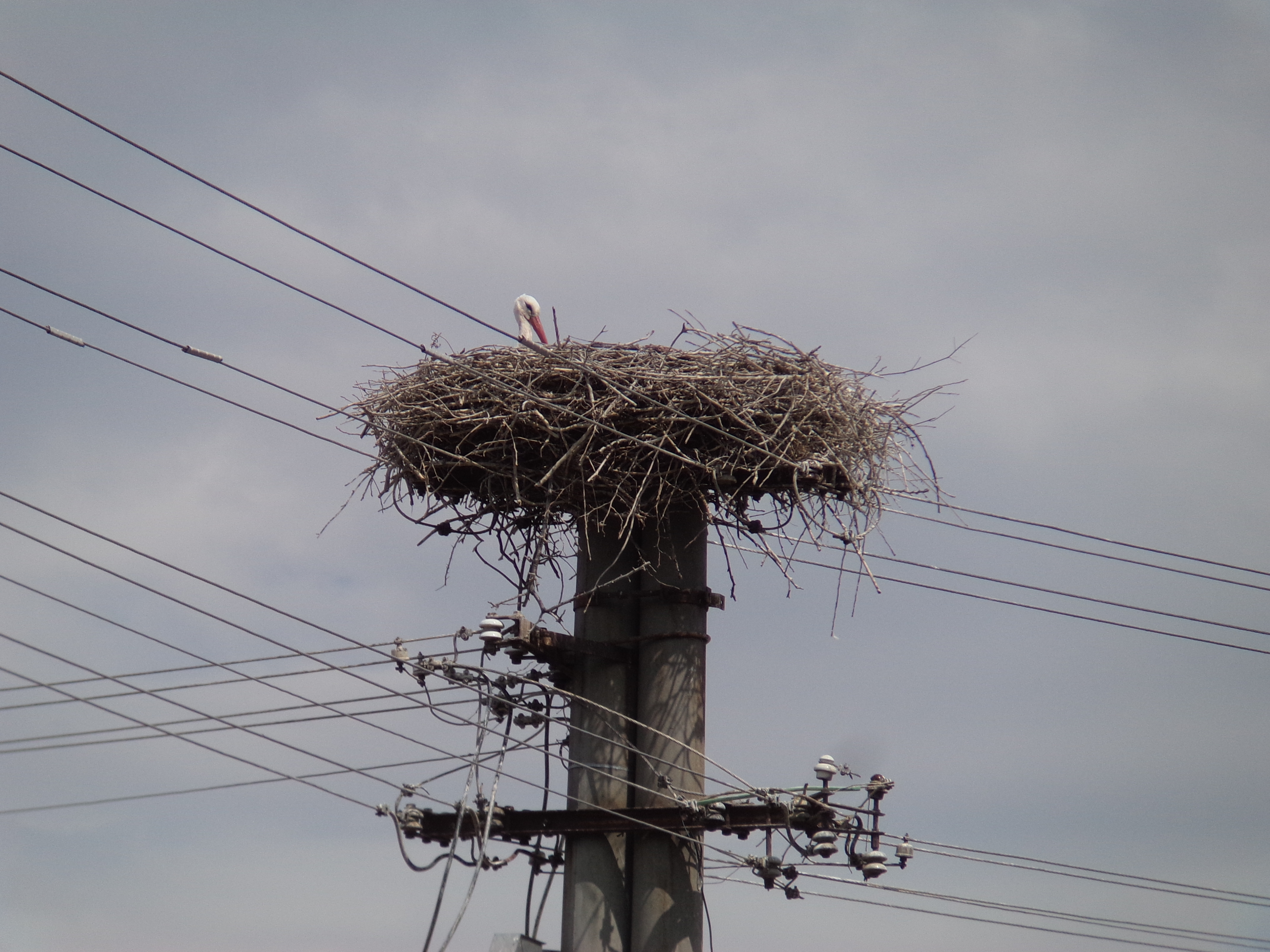
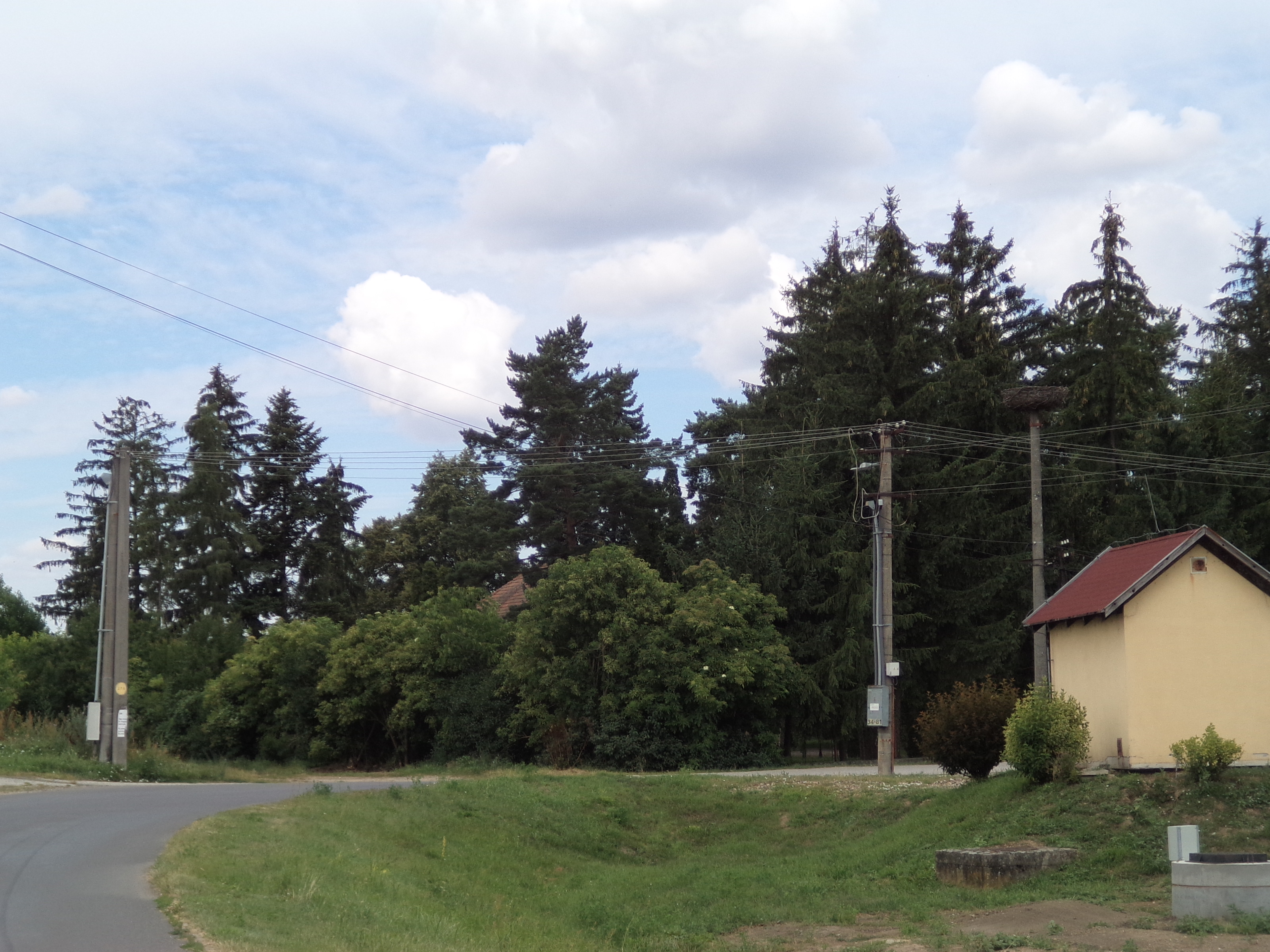
2020
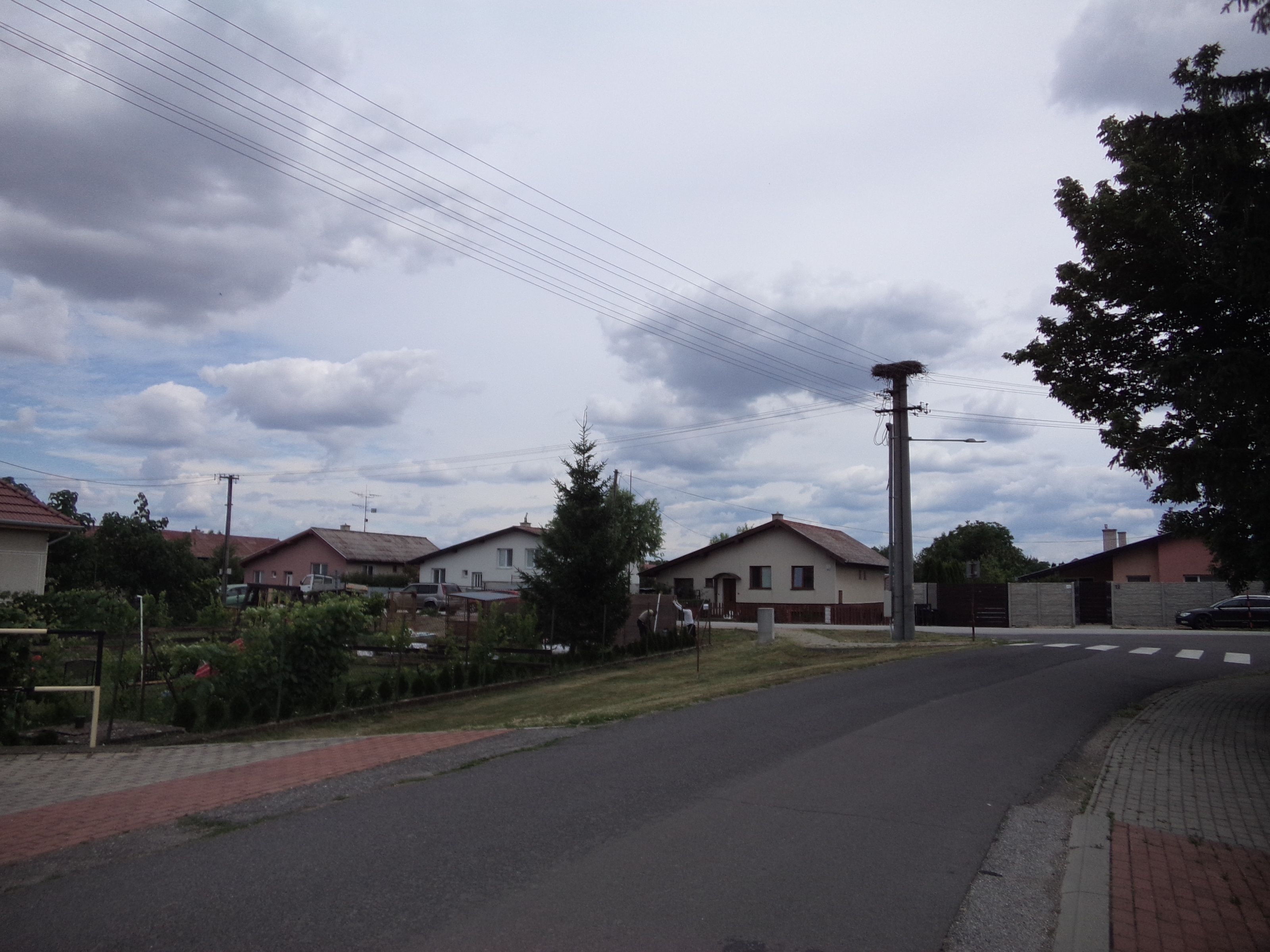

Kálnán 2 gólyafészket tartanak nyilván.

## Nevének eredete
A kala szó (hal, kala) megfelel a magyar "hal" főnévnek. A faluban kiterjedt garami halászat volt. A szláv "kalná" (voda) szóból való eredeztetése történelmileg téves.[forrás?]

## Története
A régészeti leletek tanúsága szerint területén már a kőkorszakban is éltek emberek. A régészek az újkőkori vonaldíszes kultúra, valamit a bronzkorból a hallstatti és laténi kultúra településésének maradványait is megtalálták. A római korban barbár település volt a határában.
Az ősi magyar település a 10.-11. században keletkezett Bars-vezér letelepítései révén, Árpád vezér és fejedelem győzelmes pozsonyi csatája után.[forrás?]

### Nagykálna
A mai települést 1209-ben „Kalon" alakban említik először, akkor a település a garamszentbenedeki apátsághoz tartozott. 1283-ban „Kalnay", 1286-ban „Kalna", 1298-ban „Kalnany", 1480-ban „Nagkalna" néven szerepel a korabeli forrásokban. 1613-ban török igazgatás alá került. A 15. században helyi nemesek birtoka lett. 1601-ben 2 nemesi kúria, uradalmi malom és 65 ház állt a településen. 1613-ban kirabolta a török. 1720-ban malma és 18 adózó családfője volt.
A 18. század végén Vályi András így ír róla: „Nagy Kálna. Elegyes magyar falu Bars Várm. földes Ura B. Hunyadi Uraság, lakosai katolikusok, fekszik az előbbentől nem meszsze, földgye termékeny, réttye számos, legelője elég, fája is, malma helyben, a’ szomszéd szőlőkben keresetre módgyak, és Léva mező Városban is."
1828-ban 76 házában 527 lakos élt. Lakói főként mezőgazdasággal, állattartással foglalkoztak. A 19. században szeszfőzde is működött a községben. 1849-ben Ludwig von Wohlgemuth leromboltatta a község hídját.
A 19. század közepén Fényes Elek eképpen írja le: „Kálna (Nagy), Bars m. magyar falu, a lévai országutban: 342 kath., 251 ref. lak. Ref. és kath. filial templomok. F. u. gr. Hunyady. Ut. post. Léva."
Borovszky monográfiasorozatának Bars vármegyét tárgyaló része szerint: „Nagykálna, garamvölgyi magyar kisközség, 1016 róm. kath. és ev. ref. vallású lakossal. A Kálnay család ősi fészke. 1306-ban már a nyitrai káptalan egyik bizonyságlevelében szerepel. 1437-ben Kálnay István fia György, a barsi alispán tulajdona volt mindkét Kálna. 1494-ben Kálnay László barsi főispán a földesura. 1613-ban a törökök pusztították el. 1726-ban már Hunyady András volt a birtokosa és azután mindvégig a Hunyadyak birtokában marad, kiknek itt a XVIII. század második felében híres juhászatuk volt. Hajdan a megyének is volt háza a községben. 1848-ban a magyar honvédség Nagykálnán a Garamon épített hídon vonult át, mikor a híres nagysallói ütközetbe indult. Most hatalmas vashíd köti össze a két partot. A községben két templom van. A róm. katholikus már a XIV. században fennállott, de 1726-ban megújították és ekkor kezdődnek az anyakönyvek. Református temploma 1888-ban épült. Postája van a községnek, távirója és vasúti állomása pedig Alsóvárad. Itt van a Schöeller-féle uradalom szeszfinomítója."

### Kiskálna
Kiskálna Kálna határában keletkezett a 14. században, 1360-ban említik először. Részben a garamszentbenedeki apátsághoz tartozott, részben helyi nemeseké volt. 1565-ben az apátsági birtok az esztergomi káptalané lett. 1601-ben kúriája és 18 háza, 1720-ban 7 adózója volt.
A 18. század végén Vályi András így ír róla: „KÁLNA. Kis Kalna, Mala Kalnitza. Magyar falu Bars Várm. földes Urai több Urak, lakosai katolikusok, és reformátusok, fekszik Barshoz 3/4 mértföldnyire, fája tűzre, és épűletre van, földgye termékeny, réttye, legelője elég, malma helyben, eladásra, és keresetre jó módgya Szent Benedeken, majorsága jeles."
1828-ban 34 házában 226 lakos élt, akik főként mezőgazdasággal foglalkoztak.
A 19. század közepén Fényes Elek eképpen írja le: „Kálna (Kis), Bars m. magyar f., a Garan mellett; 50 kathol. 205 ref. lak. Ref. anyatemplom. Határa első osztálybeli s mindent jól megterem. Diszesiti özv. Pély Nagy asszonyság lakháza. Ut. p. Léva." Archiválva 2007. szeptember 27-i dátummal a Wayback Machine-ben
Borovszky monográfiasorozatának Bars vármegyét tárgyaló része szerint: „Kiskálna, garammenti magyar kisközség, 431 ev. ref. vallású lakossal. Sorsa nagyjában összefügg Nagykálna községével. A XVI. században az esztergomi káptalan is földesura volt, a XVII. században pedig a Kálnay és a Pély-Nagy család, mely utóbbi még a XVIII. század végén is bírta, a mikor itt a Pélyeknek kiváló szőlőmívelésük, mintagazdaságuk, nagy malmuk és tejgazdaságuk volt. A Pélyek után a Majthényiak lettek a birtokosai, kiktől a mostani tulajdonos, báró Pittel Gyula vette meg, ki a Majthényi-féle cúriában lakik. 1784-ben az ó-barsi Garam-hidat ide helyezték át. 1894 deczember 4-én az egész község tűz martaléka lett. Református templomát 1799-ben építették. A község postája Nagykálna, távirója és vasúti állomása Alsóvárad."
A trianoni diktátumig Kis- és Nagykálna Bars vármegye Lévai járásához tartozott. (Mohi Bars vármegye Verebélyi járásának volt része.) 1938 és 1945 között újra Magyarországhoz tartozik.
Kis- és Nagykálnát 1960-ban egyesítették. 1990-ben a megszüntetett Mohi község területét Kálnához csatolták.

### Mohi
A zsitvatoroki béke alkudozási folyama alatt, 1616-ban Beker bég Óbars, Kisgyőröd és Mohi helységek biráinak is fenyegető leveleket küldött, ezúton kényszerítvén őket a behódolásra.

## Népessége
| Év:            | 1994. | 2004.   | 2014.   | 2024.   |
| -------------- | ----- | ------- | ------- | ------- |
| Emberek száma: | 2074  | 2065    | 2071    | 2025    |
| Eltérés:       |       | -0,43 % | +0,29 % | -2,22 % |

| Év:            | 2023. | 2024.   |
| -------------- | ----- | ------- |
| Emberek száma: | 2057  | 2025    |
| Eltérés:       |       | -1,55 % |

1880-ban Kiskálna 435 lakosából 357 magyar és 52 szlovák anyanyelvű, Nagykálna 1077 lakosából 925 magyar és 121 szlovák anyanyelvű volt. Mohi 819 lakosából 785 magyar és 14 szlovák anyanyelvű volt.
1890-ben Kiskálna 478 lakosából 442 magyar és 22 szlovák anyanyelvű, Nagykálna 985 lakosából 954 magyar és 21 szlovák anyanyelvű volt. Mohi 827 lakosából 819 magyar és 4 szlovák anyanyelvű volt.
1900-ban Kiskálna 431 lakosából 382 magyar és 36 szlovák anyanyelvű, Nagykálna 1016 lakosából 974 magyar és 31 szlovák anyanyelvű volt. Mohi 833 lakosából 824 magyar és 9 szlovák anyanyelvű volt.
1910-ben Kiskálna 471 lakosából 397 magyar és 63 szlovák anyanyelvű, Nagykálna 1025 lakosából 967 magyar és 36 szlovák anyanyelvű volt. Mohi 863 lakosából 787 magyar és 1 szlovák anyanyelvű volt.
1921-ben Kiskálna 454 lakosából 378 magyar és 39 csehszlovák, Nagykálna 1040 lakosából 981 magyar és 31 csehszlovák volt. Mohi 712 lakosából 699 magyar és 7 csehszlovák volt.
1930-ban Kiskálna 436 lakosából 334 magyar és 70 csehszlovák, Nagykálna 1097 lakosából 752 magyar és 303 csehszlovák volt. Mohi 685 lakosából 653 magyar és 31 csehszlovák volt.
1941-ben Kiskálna 389 lakosából 361 magyar és 21 szlovák, Nagykálna 1113 lakosából 1058 magyar és 26 szlovák volt. Mohi 676 lakosából 616 magyar és 14 szlovák volt.
1970-ben 1839 lakosából 570 magyar, 1240 szlovák, 27 cseh és 1-1 lengyel és német volt.
1980-ban 1802 lakosából 441 magyar, 1344 szlovák, 15 cseh és 1-1 lengyel és német volt.
1991-ben 1778 lakosából 371 magyar és 1340 szlovák volt.
2001-ben 2073 lakosából 1577 szlovák, 335 magyar és 116 cigány volt.
2011-ben 2022 lakosából 1631 szlovák és 283 magyar volt.
2021-ben 2073 lakosából 1571 szlovák, 211 magyar, 1 cigány, 19 egyéb és 271 ismeretlen nemzetiségű volt.

## Neves személyek
- Kiskálnán született 1888-ban Kertész Gyula válogatott labdarúgó, középcsatár, edző, fényképész.
- Itt hunyt el Csomor István (1886-1950) földműves, politikus.
- Nagykálnán nyugszik az 1937-ben elhunyt Rónay János esperes, plébános, községi bíró.[10]

## Néprajza
A Gyújtottam gyertyát a vőlegénynek kezdetű lakodalmas éneket Kodály Zoltán gyűjtötte Mohiban 1912-ben.

## Nevezetességei
- Nagykálna római katolikus temploma 1773-ban épült barokk stílusban.
- A nagykálnai plébánia 18. századi barokk épület.
- Kiskálna református temploma 1806-ban épült klasszicista stílusban.
- A kiskálnai kastély a 18. században épült, barokk stílusban.
- Temetőkápolna.
- Nagykálnán a református templom is működik már, adományokból folyamatosan újítják fel.

## Lásd még
- Kiskálna
- Nagykálna
- Mohi